# Caproni Ca.135
Il Caproni Ca.135 era un bombardiere medio bimotore ad ala bassa realizzato dall'azienda italiana Cantieri Aeronautici Bergamaschi (CAB) (gruppo Caproni) di Ponte San Pietro, Bergamo nella seconda metà degli anni trenta ed impiegato principalmente dalla Aeronautica Ungherese durante la seconda guerra mondiale.

## Storia del progetto
Nel 1934 il Ministero dell'aeronautica emise una specifica per la fornitura di un nuovo bombardiere terrestre medio bimotore. Al bando di concorso parteciparono la CRDA CANT (Cantieri Riuniti dell'Adriatico - Cantiere Navale Triestino) con il CANT Z.1011, la Società Rinaldo Piaggio con il Piaggio P.32 e la Caproni, con un progetto disegnato dall'ing.Cesare Pallavicino e sviluppato dalla consociata CAB a cui venne assegnato la designazione Ca.135, identificativo per la casa madre (gruppo 100 e non 300 come assegnato alla produzione CAB).
Il prototipo (MM 299) effettuò il suo primo volo il 1º aprile 1936, dotato di due motori a 12 cilindri a V Isotta Fraschini Asso XI RC.40 accoppiati ad eliche bipala in legno a passo fisso. Nei mesi seguenti le eliche bipala vennero sostituite con eliche tripala metalliche Alfa Romeo a passo variabile. Il velivolo dimostrò buone qualità strutturali ed aerodinamiche ma i motori I.F. Asso diedero molti problemi legati sia alla loro insufficiente potenza sia all'impianto di raffreddamento. Per risolvere i problemi legati ai motori i radiatori vennero modificati due volte prima di raggiungere la forma definitiva mentre l'apparato motore venne sostituito con il leggermente più potente I.F. Asso XI R.C.40 "spinto". Il Ministero dell'Aeronautica, dopo questi cambiamenti, stipulò un contratto per la fornitura di 32 velivoli con motori Asso XI il 19 giugno 1937, la produzione dei quali terminò nel 1938. L'aereo non suscitò mai particolare entusiasmo da parte della Regia Aeronautica viste le sue prestazioni. 
Nel 1938 otto esemplari furono trasformati in Ca. 135 S con l'adozione di motori Fiat A.80 per l'invio in Spagna durante la guerra civile.
Nel 1939 i restanti velivoli della prima serie vennero trasformati dalle officine della Caproni Vizzola in Ca. 135 Mod. con l'installazione dei radiali Piaggio P.XI RC.40.
Nel marzo 1938 volava il primo Ca. 135 bis, dotato di motori Piaggio P.XI RC.40 ma soprattutto di un muso ridisegnato così come i fusi posteriori delle gondole motrici, la nuova versione venne ordinata dalla Regia Aeronautica sempre in 32 esemplari ma in un secondo momento tale contratto venne rescisso ed i 32 apparecchi ordinati resi disponibili per l'esportazione.
Nel 1942 il progetto raggiunse la sua ultima evoluzione col Ca.169, un Ca.135 pesantemente ricostruito con una fusoliera più lunga, nuovi impennaggi e motori Piaggio P.XII, poi sostituiti nel 1943 con gli Alfa 135. Nei voli di prova, oltre al miglioramento delle velocità e dei tempi di salita, venne rilevata una stabilità longitudinale migliore di quella del Ca.135 bis ma anche una forte tendenza a picchiare.
Questo velivolo non conobbe mai un grande successo, infatti venne costruito solo in una trentina di esemplari assegnati nel gennaio del 1938 al 34º Gruppo dell'11º Stormo schierato a Ferrara e subito dopo girato all'Ungheria a causa della scelta da parte della Regia Aeronautica di utilizzare i Caproni Ca.313.

## Tecnica

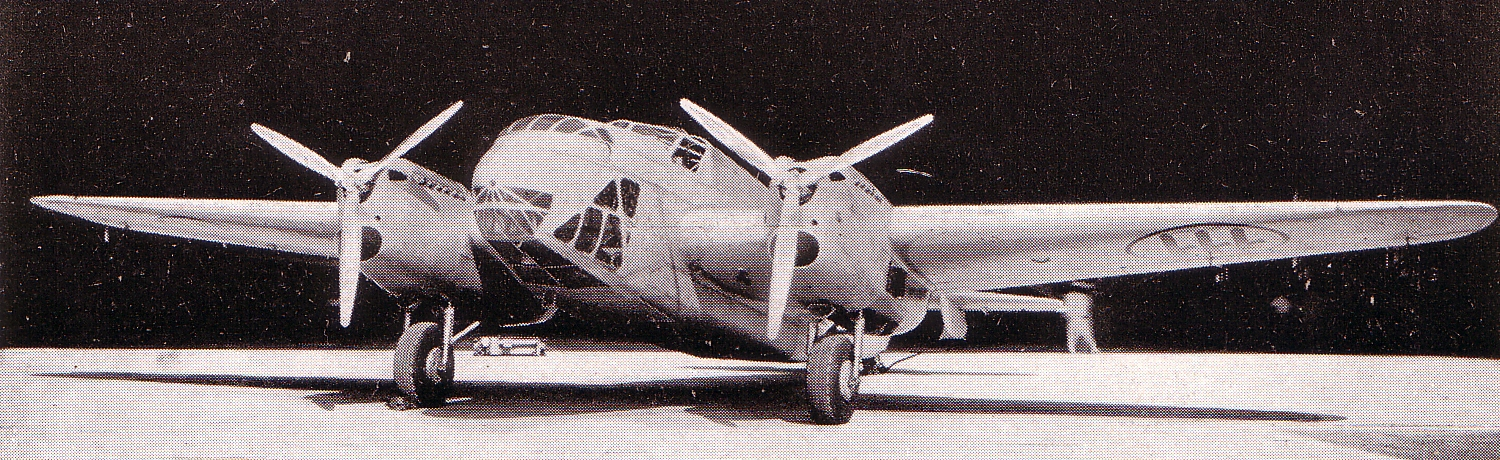
Il prototipo del bimotore monoplano Caproni Ca.135 dopo le modifiche ai radiatori.

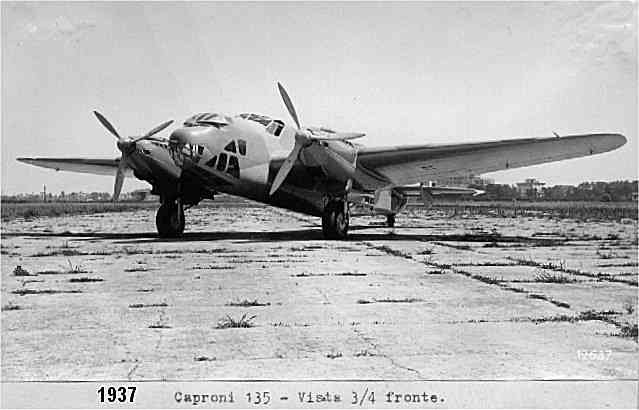
Un Ca.135 di serie motorizzato con i motori a V.

Il Ca.135 era un velivolo dall'aspetto tradizionale e realizzato in tecnica mista. La fusoliera era realizzata con una struttura di tubi in acciaio al molibdeno saldati rivestita nella parte frontale da pannelli in duralluminio e in quella posteriore in tela. Posteriormente proseguiva in una coda caratterizzata dagli impennaggi bideriva anch'essi in legno. L'ala bassa, realizzata in legno, era montata a sbalzo sulla fusoliera ed incernierata per facilitarne lo smontaggio in caso di trasporto. Il carrello d'atterraggio era triciclo, semiretrattile anteriormente, con le gambe di forza che si ritraevano parzialmente nelle gondole motore, integrato posteriormente da un ruotino d'appoggio.

### Armamento
L'armamento difensivo era costituito da una mitragliatrice dorsale, una ventrale rientrabile e da una frontale.
Quello offensivo consisteva in un carico di bombe di varia tipologia fino ad un massimo di 1 600 kg.

## Impiego operativo
I primi 32 esemplari realizzati vennero consegnati nel 1938 al 11° Stormo B.T. (Bombardamento Terrestre) rimanendo però in linea di volo solo per breve tempo. A causa dei problemi nella condotta di volo se ne richiese la radiazione il 7 ottobre 1938 e nel 1939 si dispose le sostituzione degli originali motori Isotta Fraschini Asso XI con i Piaggio P.XI, tali aerei assunsero la designazione di Ca.135 Mod. 
Nel settembre 1938 7 esemplari modificati coi motori Fiat A.80 partirono da Alghero per raggiungere le Baleari ma solo 2 vi giunsero, 2 dovettero rientrare ad Alghero per ghiaccio sui carburatori mentre 3 precipitarono a causa di una bufera nei pressi di Majorca. I 2 aerei giunti a Majorca vi rimasero inutilizzati praticamente fino alla fine della guerra.
Il modello ebbe maggior successo all'estero. Il Perù ordinò l'11 agosto 1936 sei esemplari equipaggiati con i motori Isotta Fraschini ed armi Scotti-I.F. senza tuttavia impiegarli operativamente durante la guerra Ecuadoriano–Peruviana del 1941.
L'Ungheria fu il maggior acquirente con l'acquisto del cancellato ordine italiano per 32 aerei ed un nuovo ordine di fornitura per 36 esemplari, designati Ca.135bis U, equipaggiati con motori Piaggio, che vennero impiegati operativamente dalla Magyar Királyi Honvéd Légierő sul Fronte orientale tra il 1941 ed il 1942 nelle operazioni belliche a fianco delle Potenze dell'Asse.
Quando l'Ungheria dichiarò Guerra all'Unione Sovietica, nel giugno 1941, i Ca.135 equipaggiavano il Gruppo 3./III del Terzo Stormo Bombardieri, basato a Debrecen. I bombardieri italiani entrarono in azione l'11 agosto, quando sei Caproni, al comando del Tenente Maggiore Szakonyi, decollarono per bombardare un ponte di 2 km sul fiume Bug, nella città di Nikolayev, sul Mar Nero. Uno dei Ca.135 dovette subito tornare alla base, per problemi al motore, ma gli altri cinque, scortati da Fiat C.R.42 e Reggiane Re.2000 ungheresi, continuarono a volare verso est. Il Caproni di Szakonyi fu colpito dall'antiaerea e restò con un solo motore funzionante, ma il comandante della formazione proseguì verso l'obiettivo. 
Un altro dei piloti ungheresi, il capitano Eszenyi, colpì e distrusse il ponte, mentre Szakonyi bombardò la stazione di Nikolayev. Sulla rotta di ritorno, i Caproni vennero intercettati da caccia sovietici Polikarpov I-16. I Fiat e i Reggiane ungheresi di scorta abbatterono cinque I-16, mentre il Ca.135 di Szakonyi, sia pure danneggiato, riuscì ad abbatterne altri tre. La distruzione del ponte facilitò la conquista della città da parte dell'Undicesima Armata tedesca, il 16 agosto, e il comandante della Luftflotte 4, il colonnello generale Lohr, volle decorare personalmente gli equipaggi ungheresi, a Sutyska.
Questa prima unità venne ritirata dal fronte orientale, con tutta la componente aerea ungherese, nel settembre 1941, e permettere agli equipaggi di ritemprarsi e sottoporre gli aerei a manutenzione. Nel 1942 Miklós Horthy, il Reggente del Regno d'Ungheria, sotto pressanti richieste tedesche, inviò sul fronte sovietico la Seconda Armata Ungherese, dispiegata sul Don, tra l'aprile e il giugno 1942. Per fornire supporto tattico e svolgere missioni di ricognizioni, fu inviata la Seconda Brigata Aerea ungherese. L'unica componente da bombardamento dell'unità era lo Stormo 4/1, equipaggiato con 17 Ca.135.
A causa del loro progressivo deterioramento i Caproni vennero però ben presto sostituiti con modelli pari ruolo di produzione tedesca come lo Junkers Ju 88.
I Ca. 135 Mod. ed S della Regia Aeronautica prestarono servizio nelle scuole di volo fino al 1940, con la radiazione di tutti gli esemplari superstiti ordinata nel novembre 1941.

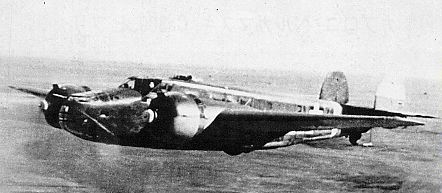
CA.135 bis In volo
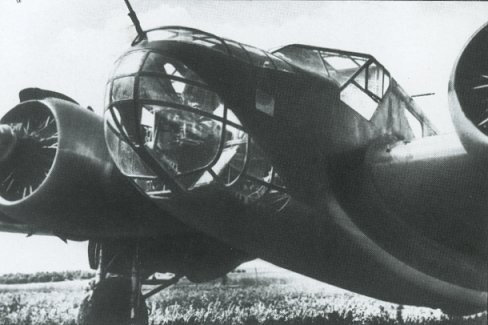
Ca.135 bis, particolare
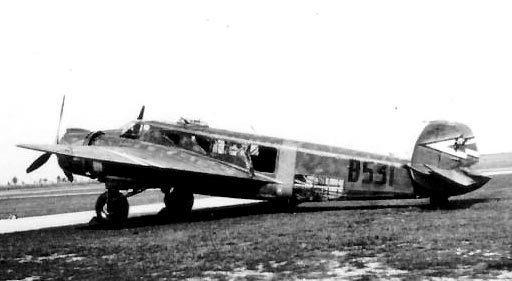
Ca.135 bis, vista laterale
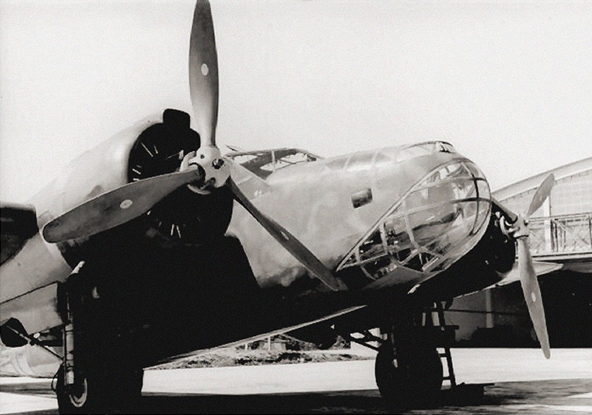
Ca.135 bis, particolare
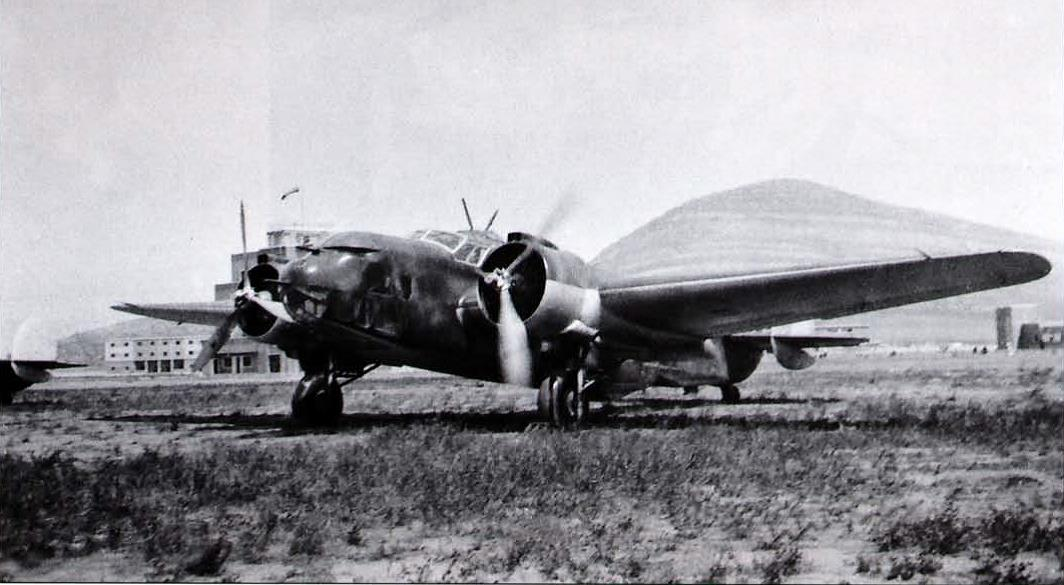
Ca.135 S in Spagna
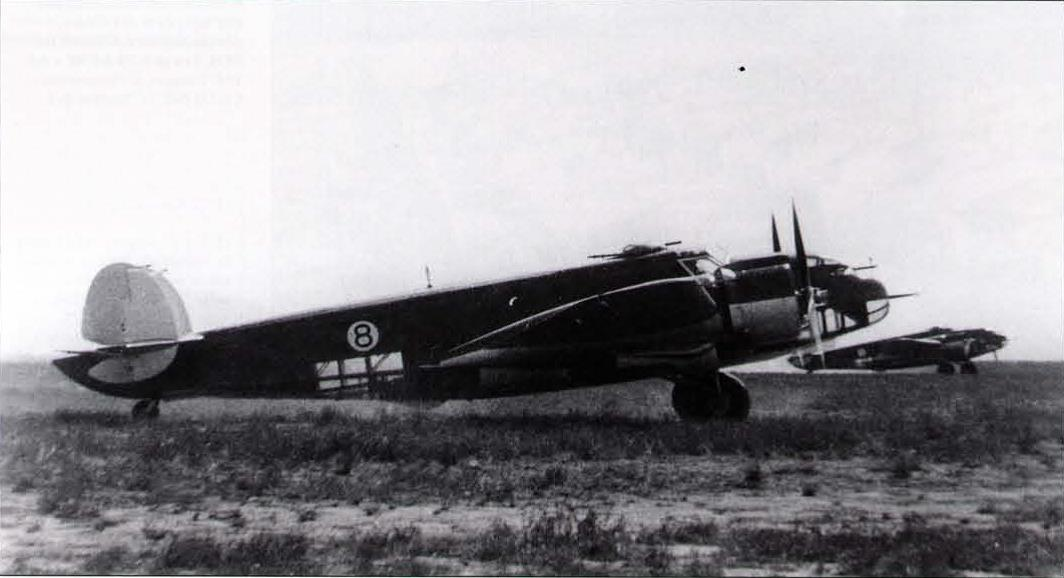
Due Caproni Ca.135 S ad Alghero nel 1938

## Versioni
- Ca.135: prima versione prodotta in 32 esemplari per la Regia Aeronautica, dotata di motori I.F. Asso XI RC.40.[5][7]
- Ca.135 S/Tipo Spagna: 8 aerei modificati nel 1938 con motori Fiat A.80 RC41 da 1.030 CV (746 kW) per il servizio in Spagna.[6][7]
- Ca.135 Mod.: gli esemplari della prima serie modificati nel 1939 con l'adozione dei motori radiali Piaggio P.XI RC.40 da 1.000 CV (735 kW).[7][8]
- Ca.135 Tipo Perù: versione da esportazione prodotta per il Perù in 6 esemplari, dotata di motore a V 12 cilindri Isotta Fraschini Asso XI RC.40 da 815 CV (599 kW).[7][11]
- Ca. 135 bis: versione con muso e gondole motrici riprogettati, dotata di Piaggio P.XI RC.40, originariamente ordinata in 32 esemplari dalla Regia Aeronautica, dopo la cancellazione dell'ordine la fornitura venne rilevata dell'Ungheria e gli apparecchi ribattezzati Ca.135 bis U. L'Ungheria commissionò successivamente altri 36 velivoli portando il totale di Ca.135 bis U a 68.[12][7]
- Ca.135 Alfa 126: versione sperimentale del 1938 dotata di motori radiali Alfa Romeo 126 RC.34 da 780 cv.[17]
- Ca.135 Raid: versione speciale progettata nel 1937 dietro richiesta peruviana per un raid Roma-Lima, non costruita.[6]
- Ca.169: un Ca.135 modificato nel 1942 con l'installazione dei Piaggio P.XII RC.35, un allungamento di 50 cm della fusoliera e nuovi impennaggi. Nella primavera del 1943 i motori vennero sostituiti con gli Alfa 135 RC.32.[10]

## Utilizzatori
Italia
- Regia Aeronautica

 Perù
- Cuerpo Aeronáutico del Perú

 Ungheria
- Magyar Királyi Honvéd Légierő